# Sân bay Solwezi
Sân bay Solwezi (IATA: SLI, ICAO: FLSW) là một sân bay ở Solwezi, Zambia.

## Hãng hàng không và điểm đến
| Hãng hàng không  | Các điểm đến  |
| ---------------- | ------------- |
| Proflight Zambia | Lusaka, Ndola |